# Konstanca, Nemčija
Konstanca (nemško Konstanz; latinsko Constantia) je univerzitetno mesto z ok. 80.000 prebivalci. Leži ob Bodenskem jezeru na jugozahodu Nemčije, ob meji s Švico. Mestna hiša je hkrati tudi sedež Univerze v Konstanci. Mesto je bilo od 9. stoletja sedež Konstanške škofije; znano je po koncilu v Konstanci, na katerem so sežgali Jana Husa.

## Zgodovina
Prve sledi civilizacije v Konstanci segajo v pozno kameno dobo. V času Avgustove vladavine so Rimljani premagali Kelte, ki so živeli južno od Donave. Okoli leta 40 našega štetja so se na to mesto naselili prvi Rimljani. To majhno mesto na levem bregu Rena se je verjetno najprej imenovalo Drusomagus in je pripadalo rimski provinci Retiji. Njegovo poznejše ime, prvotno Constantia, izvira bodisi od rimskega cesarja Konstancija Klora, ki se je boril z Alemani v regiji in okoli leta 300 našega štetja zgradil močno trdnjavo, bodisi po njegovem vnuku Konstanciju II., ki je regijo obiskal leta 354. Ostanki poznorimske trdnjave Constantia so bili odkriti leta 2003.
Okoli leta 585 se je v Konstanci naselil prvi škof in s tem se je začel pomen mesta kot duhovnega središča. V poznem srednjem veku je bila približno četrtina od 6000 prebivalcev Konstance oproščena obdavčitve zaradi duhovniških pravic.
V srednjem veku je cvetela trgovina. Konstanca je bila lastnik edinega mostu v regiji, ki je prečkal Ren, zaradi česar je postala strateško mesto v Švabski vojvodini. Njena proizvodnja perila je mestu dodala mednarodno prepoznavnost in je bila uspešna. Leta 1192 je Konstanca dobila status svobodnega cesarskega mesta, tako da je bila odslej podrejena le svetemu rimskemu cesarju.
V letih 1414 do 1418 je potekal Konstanški koncil, na katerem so 6. julija 1415 pri rimskokatoliški cerkvi zažgali Jana Husa (češkega verskega misleca, filozofa in reformatorja), ki ga je Rimskokatoliška cerkev obravnavala kot grožnjo krščanstvu. Tu se je končal papeški razkol; na edini konklavi severno od Alp je bil izvoljen papež Martin V. Ilustrirana kronika koncila Ulricha von Richentala priča o vseh večjih dogodkih med koncilom in prikazuje vsakdanje življenje srednjeveške Konstance. Konzilgebäude, stavba v kateri je potekala konklava, še vedno stoji ob pristanišču. V bližini stoji Imperia, kip, ki je bil postavljen leta 1993 v satirično počastitev Sveta.
Leta 1460 je Stara Švicarska Konfederacija osvojila Thurgau, naravno zaledje Konstance. Konstanca je nato poskušala biti sprejeta v Švicarsko konfederacijo, vendar so gozdni kantoni glasovali proti njenemu vstopu, saj so se bali premočnih mestnih držav; namesto tega se je nato pridružil Švabski ligi. V švabski vojni leta 1499 je zaradi konfederacije Konstanca izgubila svoje zadnje privilegije nad Thurgauom.
Protestantska reformacija se je v Konstanci uveljavila v 1520-ih, ki jo je vodil Ambrosius Blarer. Kmalu se je mesto razglasilo za uradno protestantsko, predmeti iz cerkva so bili odstranjeni, škof pa se je začasno preselil v Meersburg, mestece ob jezeru. Mesto je najprej sledilo tetrapolitanski izpovedi, nato pa Augsburški veroizpovedi. Toda leta 1548 je cesar Karel V. Konstanci uvedel cesarsko prepoved (nemško Reichsacht) in ta se je morala predati habsburški Avstriji, ki je nenadoma napadla. Tako je Konstanca izgubila status cesarskega mesta. Novi habsburški vladarji so želeli ponovno katolicirati mesto in leta 1604 so odprli jezuitski kolegij. Njegovo spremljajoče gledališče, zgrajeno leta 1610, je najstarejše gledališče v Nemčiji, ki še vedno redno nastopa.
Mesto je leta 1806 postalo del Velikega vojvodstva Baden. Leta 1821 je bila razpuščena škofija Konstanca in postala del Freiburške nadškofije. Konstanca je postala del Nemškega cesarstva leta 1871 med združitvijo Nemčije. Po prvi svetovni vojni je bila vključena v Republiko Baden.
22. oktobra 1940 je bilo 110 zadnjih judovskih prebivalcev deportiranih v taborišče Gurs v Franciji. Večina tistih, ki so bili avgusta 1942 še živi, je bila umorjena bodisi v Sobibóru bodisi v Auschwitzu.
Ker leži skoraj znotraj Švice, neposredno ob švicarski meji, Konstance med drugo svetovno vojno zavezniške sile niso bombardirale. Mesto je ponoči pustilo prižgane vse luči in tako zavajalo napadalce, da so mislili, da je dejansko del Švice. Po vojni je bila Konstanca najprej vključena v Južni Baden in nato v novo zvezno deželo Baden-Württemberg.
Altstadt (Staro mestno jedro), ki je velik glede na majhnost sodobnega mesta, ima veliko starih stavb in vijugastih ulic. Na obzorju mesta prevladujejo Konstanški Münster, več drugih cerkva in trije stolpi, ki so ostali od mestnega obzidja, od katerih eden označuje mesto nekdanjega srednjeveškega mostu čez Ren.
Univerza v Konstanci je bila ustanovljena leta 1966. V njej je odlična knjižnica s približno dvema milijonoma knjig, ki so vse prosto dostopne 24 ur na dan in univerzitetni botanični vrt (Botanischer Garten der Universität Konstanz). Predvsem od leta 2007 je univerza, ki je ena izmed devetih nemških univerz, najuspešnejših v nemški pobudi odličnosti univerz, pridobila velik sloves tako imenovane »elitne univerze«.
Konstanca je bila rojstni kraj grofa Ferdinanda von Zeppelina, konstruktorja znamenitih zračnih ladij Cepelin (Zeppelin). V poznih 2010-ih je mesto postalo priljubljena destinacija za nakupovalni turizem ali čezmejno nakupovanje Švicarjev zaradi nižjih cen osnovnih artiklov v Nemčiji, ugodnega menjalnega tečaja med švicarskim frankom in evrom ter velikodušnega nemškega vračila DDV za nerezidente Evropske unije. Trgovske verige, kot sta H & M in dm, so zgradile velike nove trgovine blizu mestnega osrednjega trga, da bi poskrbele za to trgovino in nekateri prebivalci Konstance menijo, da mesto s tem izgublja svoj zgodovinski značaj; mnogi se ob sobotah izogibajo temu območju. To je povzročilo trenja z uradniki iz Kreuzlingena, saj njihovo mesto ni videlo nobene gospodarske koristi od te trgovine in so zahtevali, da njihova nacionalna vlada obravnava vprašanje vračila DDV z Nemčijo. Pozneje je Nemčija uvedla minimalni znesek porabe v višini 50,01 € na potrdilo za vračilo nemškega DDV. Centri za carinjenje so na priročni lokaciji v bližini nakupovalnih centrov.

## Lega
Mesto je v zvezni deželi Baden-Württemberg na bregovih Bodenskega jezera. Reka Ren, ki izvira v švicarskih Alpah, teče skozi Bodensko jezero in ga v mestu zapusti precej večja, tako teče pod mostom, ki povezuje oba dela mesta. Severno od reke leži večji del mesta s stanovanjskimi območji, industrijskimi predeli in univerzo; medtem ko je južno od reke staro mestno jedro, v katerem so poleg Hochschule ali Univerze uporabnih znanosti tudi upravno središče in nakupovalni objekti. Avtomobilski trajekti omogočajo dostop čez Bodensko jezero do Meersburga, katamaran pa zagotavlja prevoz za pešce do Friedrichshafna. Nemško-švicarska meja poteka po jugozahodnem in južnem robu mesta; ob njej je švicarsko mesto Kreuzlingen.

### Upravna delitev
Konstanco sestavlja 15 mestnih četrti (Stadtteile). Otok Mainau je do priključitve Konstanci 1. decembra 1971 sodil v samostojno občino Litzelstetten.

## Podnebje
Podnebje je prehodno, poletja so topla in vlažna, zime hladne.
| Podnebni podatki za Konstanca, Nemčija, 1981–2010 (vir: DWD) | Podnebni podatki za Konstanca, Nemčija, 1981–2010 (vir: DWD) | Podnebni podatki za Konstanca, Nemčija, 1981–2010 (vir: DWD) | Podnebni podatki za Konstanca, Nemčija, 1981–2010 (vir: DWD) | Podnebni podatki za Konstanca, Nemčija, 1981–2010 (vir: DWD) | Podnebni podatki za Konstanca, Nemčija, 1981–2010 (vir: DWD) | Podnebni podatki za Konstanca, Nemčija, 1981–2010 (vir: DWD) | Podnebni podatki za Konstanca, Nemčija, 1981–2010 (vir: DWD) | Podnebni podatki za Konstanca, Nemčija, 1981–2010 (vir: DWD) | Podnebni podatki za Konstanca, Nemčija, 1981–2010 (vir: DWD) | Podnebni podatki za Konstanca, Nemčija, 1981–2010 (vir: DWD) | Podnebni podatki za Konstanca, Nemčija, 1981–2010 (vir: DWD) | Podnebni podatki za Konstanca, Nemčija, 1981–2010 (vir: DWD) | Podnebni podatki za Konstanca, Nemčija, 1981–2010 (vir: DWD) |
| Mesec                                                        | Jan                                                          | Feb                                                          | Mar                                                          | Apr                                                          | Maj                                                          | Jun                                                          | Jul                                                          | Avg                                                          | Sep                                                          | Okt                                                          | Nov                                                          | Dec                                                          | Letno                                                        |
| ------------------------------------------------------------ | ------------------------------------------------------------ | ------------------------------------------------------------ | ------------------------------------------------------------ | ------------------------------------------------------------ | ------------------------------------------------------------ | ------------------------------------------------------------ | ------------------------------------------------------------ | ------------------------------------------------------------ | ------------------------------------------------------------ | ------------------------------------------------------------ | ------------------------------------------------------------ | ------------------------------------------------------------ | ------------------------------------------------------------ |
| Povprečna visoka temperatura °C                              | 3.2                                                          | 5.1                                                          | 10.4                                                         | 17.0                                                         | 21.9                                                         | 24.9                                                         | 26.7                                                         | 26.6                                                         | 21.9                                                         | 17.3                                                         | 7.6                                                          | 4.1                                                          | 14.34                                                        |
| Povprečna nizka temperatura °C                               | 0.6                                                          | 1.5                                                          | 5.5                                                          | 9.4                                                          | 14.2                                                         | 17.3                                                         | 19.5                                                         | 18.9                                                         | 14.7                                                         | 10.1                                                         | 4.6                                                          | 1.7                                                          | 9.83                                                         |
| Povprečna količina padavin mm                                | 44.0                                                         | 45.0                                                         | 54.7                                                         | 61.5                                                         | 89.2                                                         | 98.3                                                         | 97.4                                                         | 89.3                                                         | 76.7                                                         | 62.7                                                         | 60.0                                                         | 66.1                                                         | 844.78                                                       |
| Povp. št. sončnih ur                                         | 50.2                                                         | 81.9                                                         | 135.3                                                        | 176.9                                                        | 209.9                                                        | 225.3                                                        | 249.2                                                        | 225.6                                                        | 160.1                                                        | 98.8                                                         | 53.8                                                         | 40.6                                                         | 1.707,66                                                     |
| Vir: Deutscher Wetterdienst                                  |                                                              |                                                              |                                                              |                                                              |                                                              |                                                              |                                                              |                                                              |                                                              |                                                              |                                                              |                                                              |                                                              |

## Osrednje znamenitosti
- Konstanški Münster
- Opatija Petershausen
- Koncilna dvorana, Konstanca
- Niederburg
- ostanki rimske utrdbe
- Schnetztor, utrjen vhod v mesto
- kip Imperia
- Arheološki muzej
- Muzej Jana Husa

Konstanško sinagogo so nacisti porušili 1938.

## Unescova svetovna dediščina
Konstanca je dom več prazgodovinskih koliščarskih naselij (ali kolišč), ki so del prazgodovinskih kolišč okoli Alp, ki so na Unescovem seznamu svetovne dediščine.

## Pobratena mesta
Konstanca je pobratena z naslednjimi mesti:
- Fontainebleau, Francija, od 1960
- Richmond-upon-Thames, Združeno kraljestvo, od 1983
- Tábor, Češka, od 1984
- Wycliffestead Lutterworth, Združeno kraljestvo, od 2015
- Lodi, Lombardija, Italija, od 1986
- Sudžov, Ljudska republika Kitajska, od 2007

- Marktstätte, osrednji trg v starem mestnem jedru.
- Ostanki poznorimske utrdbe Constantia na Samostanskem trgu (Münsterplatz).
- Spominska plošča opominja na bivanje Jana Husa leta 1414.
- Konstanški Münster